# 幸福路街道 (包头市)
幸福路街道，是中华人民共和国内蒙古自治区包头市青山区下辖的一个乡镇级行政单位。

## 行政区划
幸福路街道下辖以下地区：
幸福路五号街坊社区、幸福路七号街坊社区、幸福社区、富园社区、赛音社区、阳光社区和繁荣社区。
v